# Sơn ca Madagascar
Sơn ca Madagascar (danh pháp hai phần: Mirafra hova) là một loài chim thuộc Họ Sơn ca. Đây là loài bản địa Madagascar. Phạm vi phân bố khoảng 1 triệu km2. Môi trường sinh sống của chúng là rừng cây bụi khô nhiệt đới và cận nhiệt đới và xa vẳn khô.